# محمد عاكف باشا
محمد عاكف باشا (بالتركية: Mehmed Akif Paşa)‏‏ (ولدَ في 1822، تيتوفو - توفي في 1894، جنق قلعة) هو سياسي عثماني، تولى منصب والي سالونيك.

## مناصبه
شغل منصب حاكم 9 مقاطعات مختلفة من عام 1860 وحتى وفاته عام 1893 وهذه المقاطعات هي:
- ولاية سالونيك ثلاث مرات (يناير 1860-يناير 1865)و (يونيو 1867-فبراير 1869) و (مايو 1893-سبتمبر 1893).
- ولاية الطونة (فبراير 1869-أكتوبر 1870)
- ولاية البوسنة مرتين (يناير 1871-سبتمبر 1871) و (ديسمبر 1873-مارس 1874)
- ولاية بريزرن (أبريل 1873-مايو 1873)
- ولاية يوانينا (يوليو 1875- نوفمبر 1875)
- ولاية أدرنة (مارس 1876- سبتمبر 1876)
- ولاية بغداد (أبريل 1877- فبراير 1878)
- ولاية قونية (يونيو 1878- مارس 1881)
- ولاية أرخبيل البحر الأبيض المتوسط (فبراير 1886- ديسمبر 1893)

وبالاضافة الى ولاياته هذه، تم تعيينه وزيراً للعدل بين مارس 1874 ويونيو 1875. كما شغل منصب رئيس مجلس شورى الدولة مرتين (مايو 1882- نوفمبر 1882) و (سبتمبر 1885).